# Église de Haukipudas
L’église de Haukipudas (finnois : Haukiputaan kirkko) est une église luthérienne située dans le quartier de Haukipudas dans la municipalité de Oulu en Finlande.

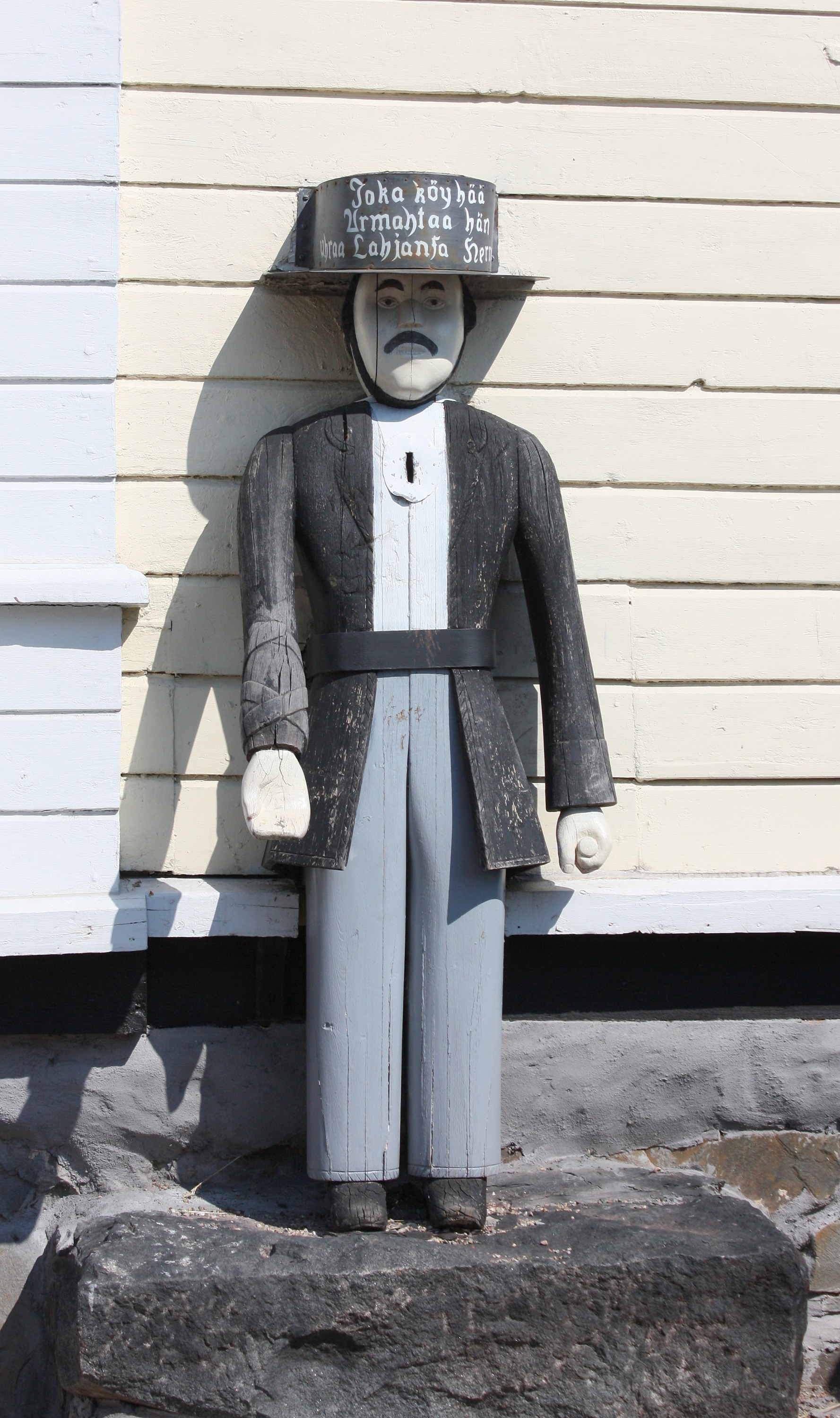
Statue de pauvre homme à l'entrée de l'édifice.

## Description
Conçue par l’architecte Matti Honka, les travaux de construction de l'église débutent en 1762 ,
sous la direction du bâtisseur Jaakko Suonperä dont c'est la première église.
Les murs et la charpente sont prêts en novembre 1762 et l'église est inaugurée pour l'épiphanie de 1764. 
Elle est nommée église Ulrikka.
La direction des musées de Finlande a classé l'eglise et son environnement parmi les sites culturels construits d'intérêt national.

## Les peintures de Mikael Toppelius
En 1774, le peintre d'art sacré Mikael Toppelius commence ses décorations sur des thèmes bibliques.
Du côté des femmes les peintures se basent sur des histoires de la vie de Jésus tirées du Nouveau Testament.
Du côté des hommes les peintures sont tirées de thèmes de l'Ancien Testament.
Durant l'été, Toppelius décore le chœur et le plafond de l'église.
L'année suivante il fera des peintures payées individuellement par des paroissiens dans les coins intérieurs de lédifice.
Toppelius fera plus tard la peinture monumentale du mur du fond représentant Le Jugement dernier.
Il réalise en 1779 son œuvre basée sur l'apocalypse de Jean.
Toppelius décore aussi la chaire d'images des Évangélistes réalisées à la peinture à l'huile à la différence des autres décorations de l'église.
Mikael Toppelius a en tout réalisé 40 peintures dans l'église d'Haukipudas.
Certaines peintures se sont foncées quand on a agrandi des fenêtres et que l'en a ouvert de nouvelles.

## Peintures de Mikael Toppelius

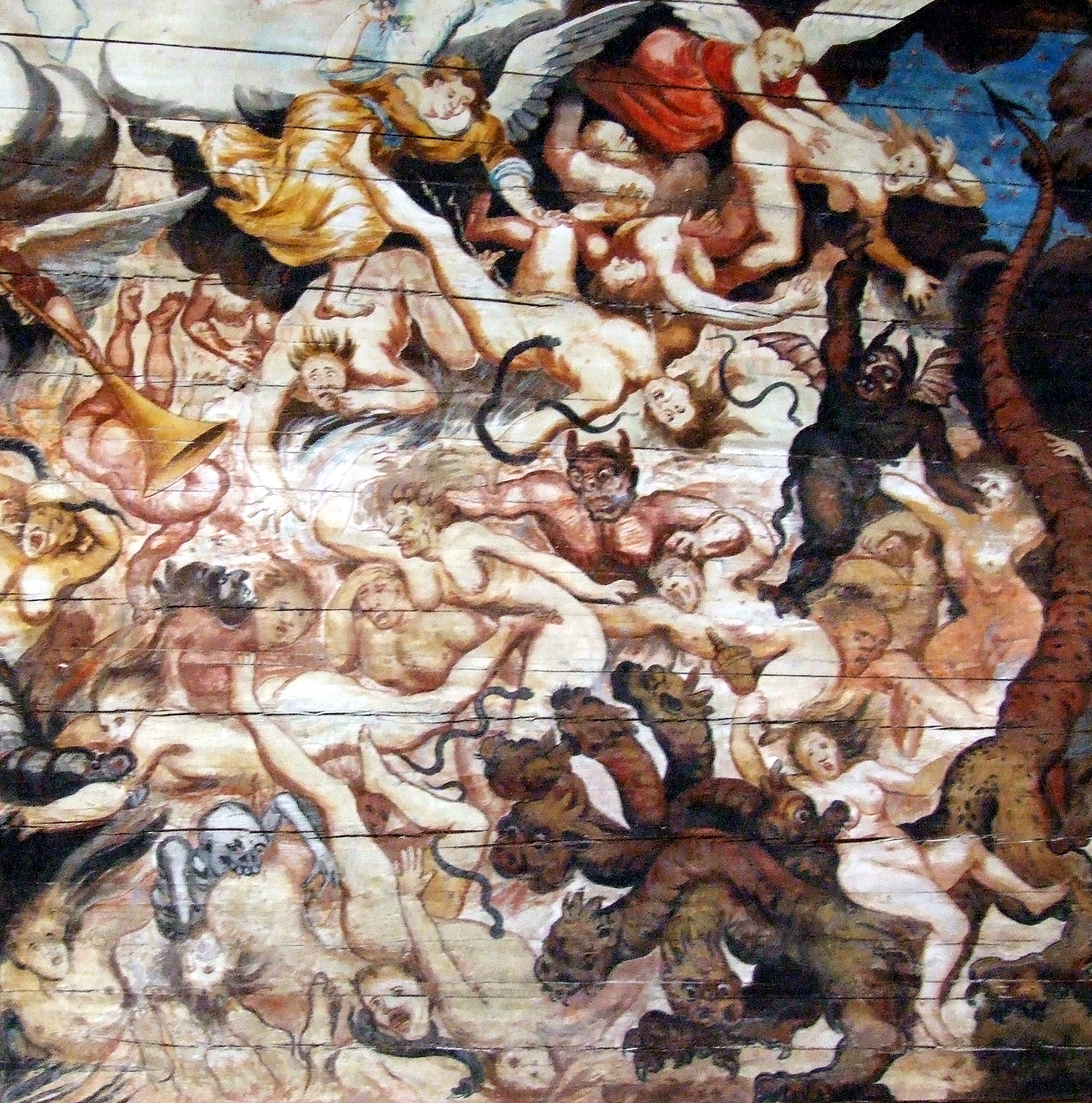
Le Jugement dernier.
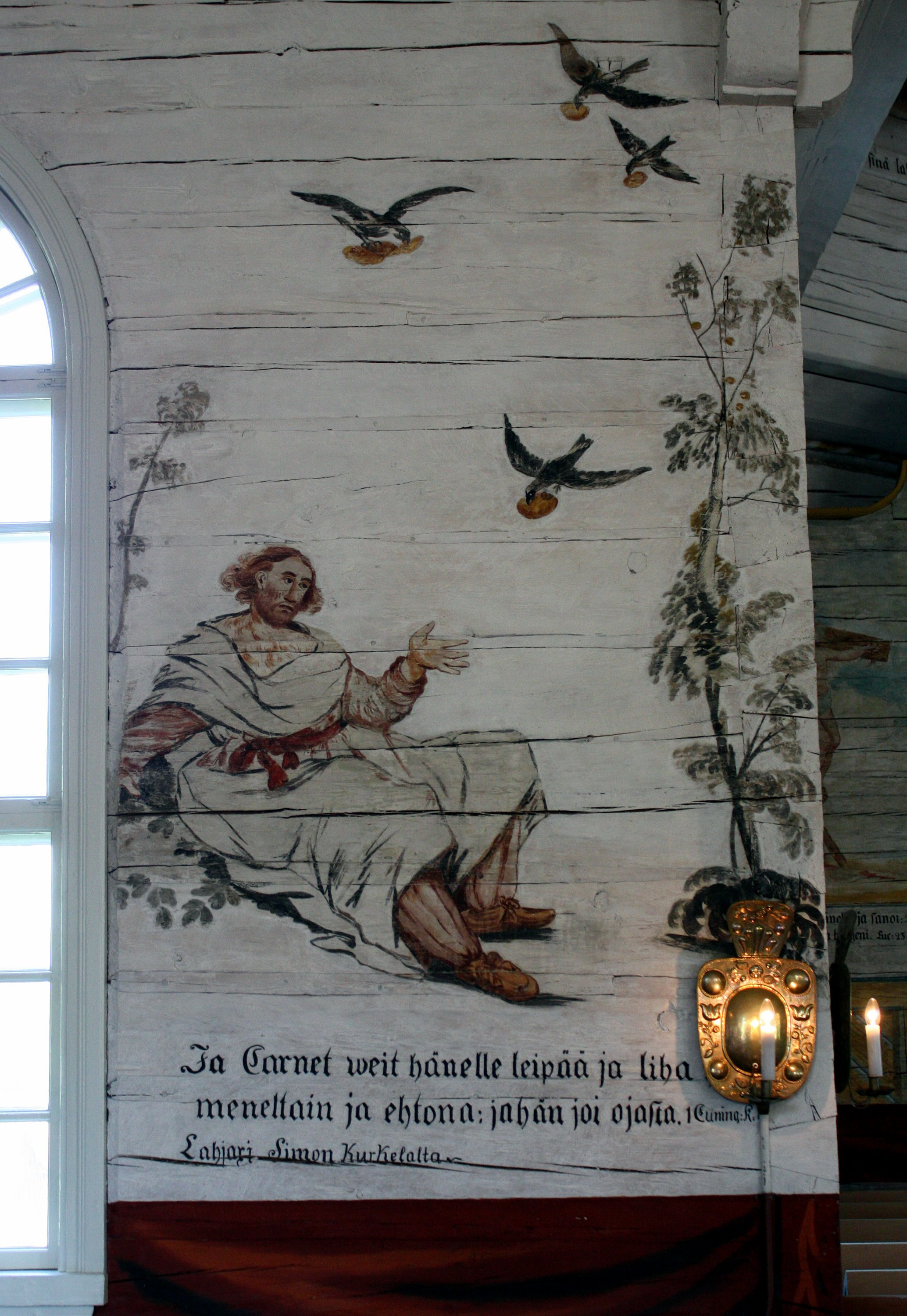
Élie nourri par les corbeaux
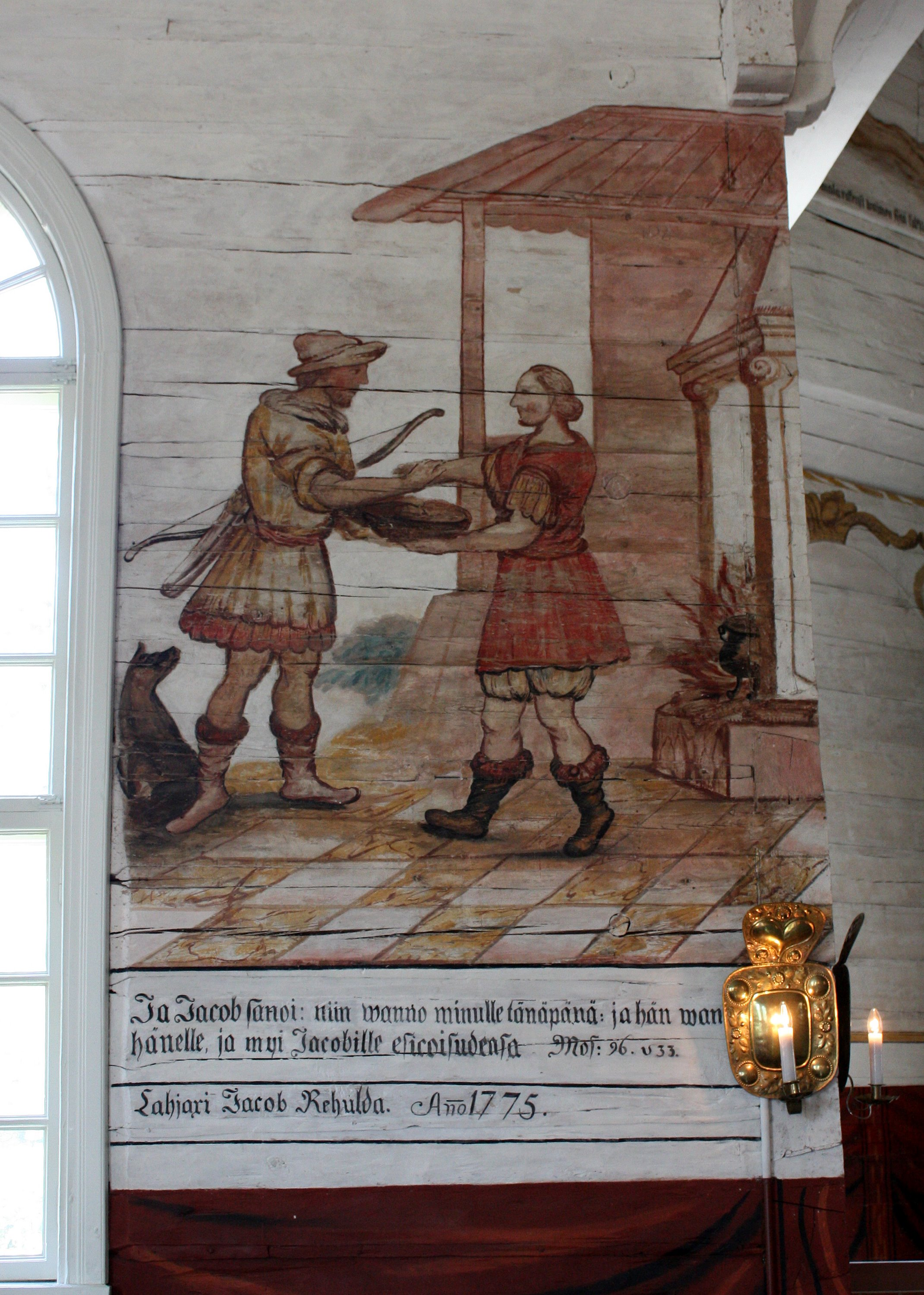
Esaü vend son droit d'aînesse
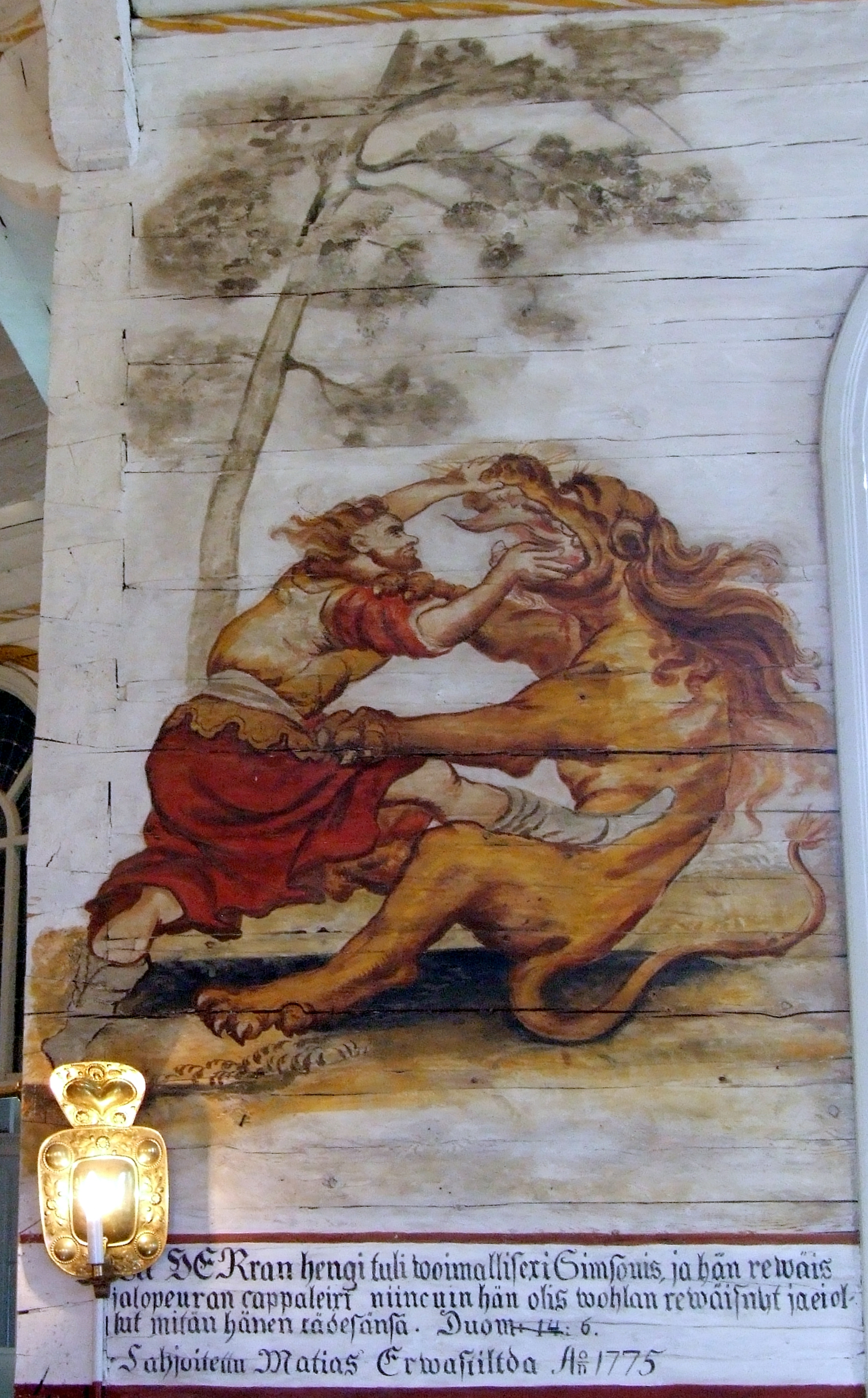
Samson combattant le lion

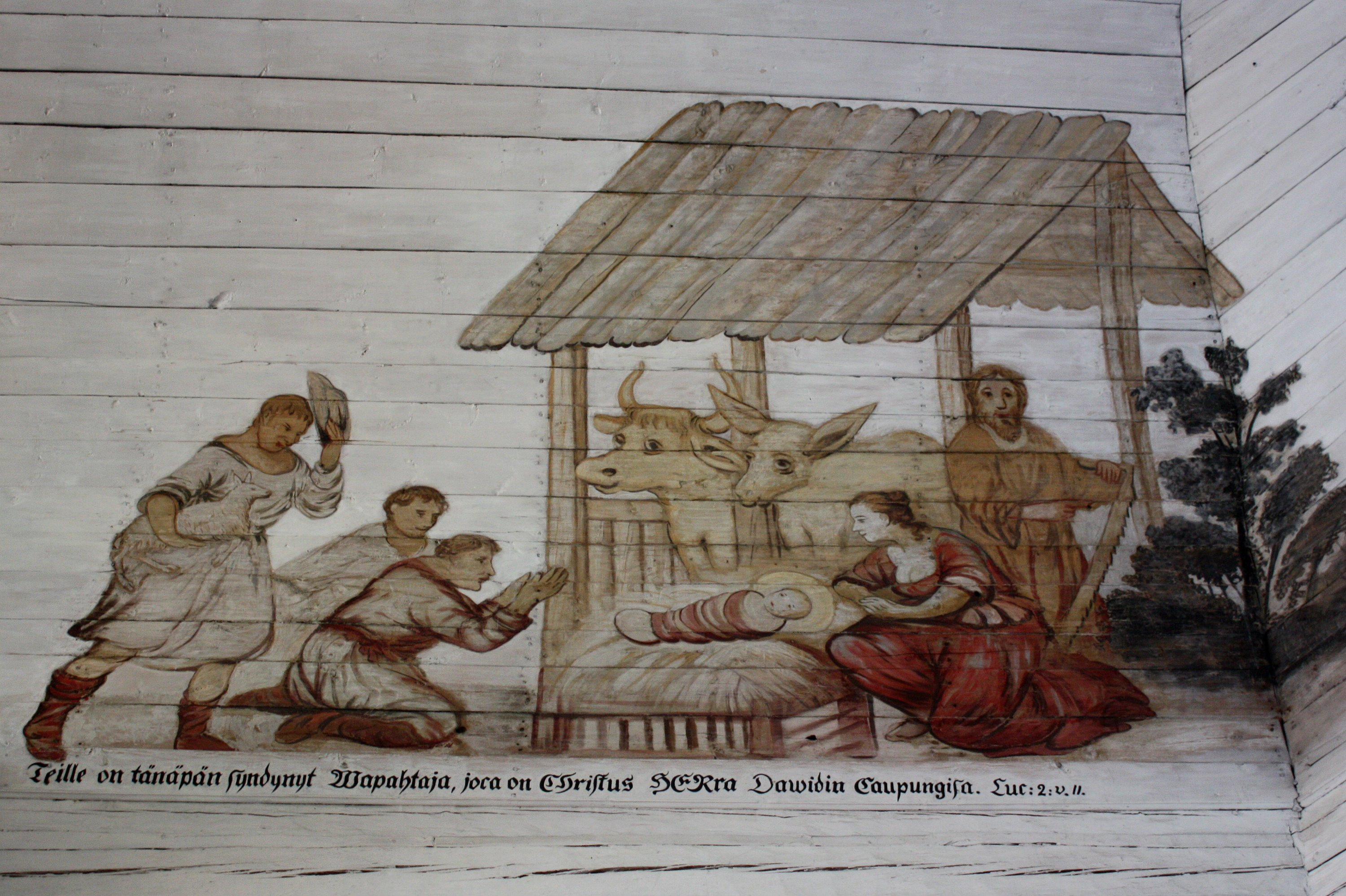
L'Adoration des bergers
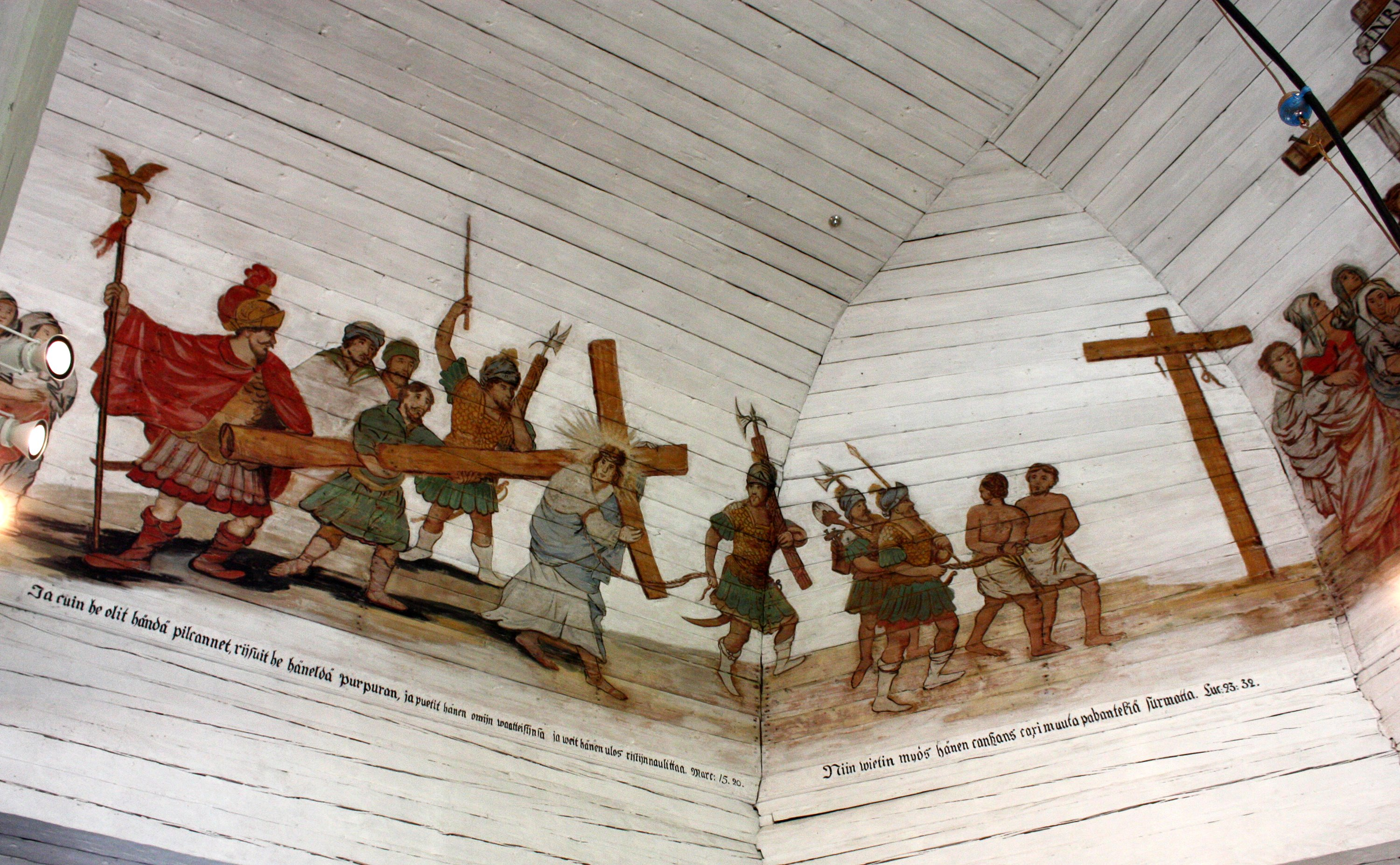
Jésus portant sa croix
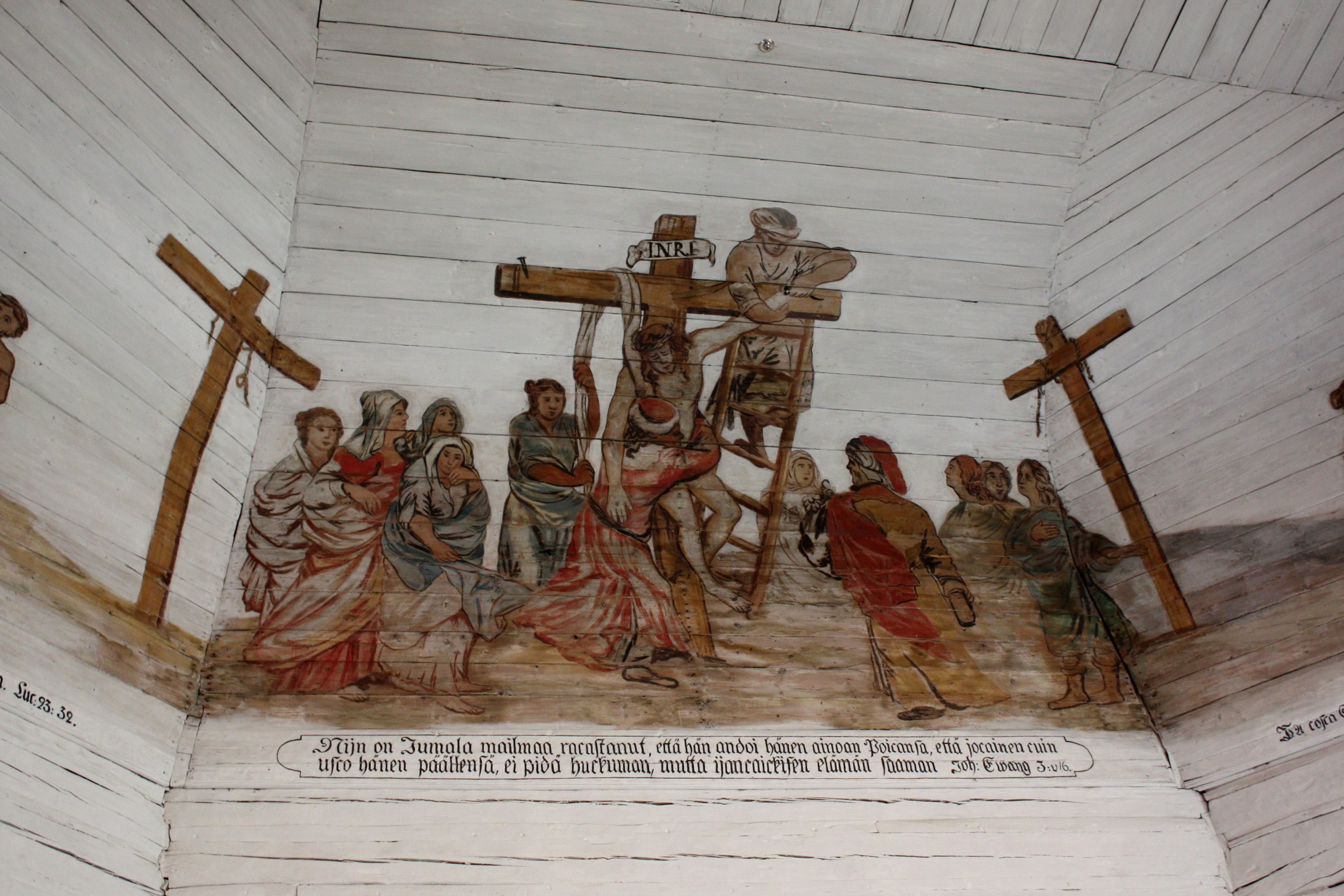
La Descente de croix
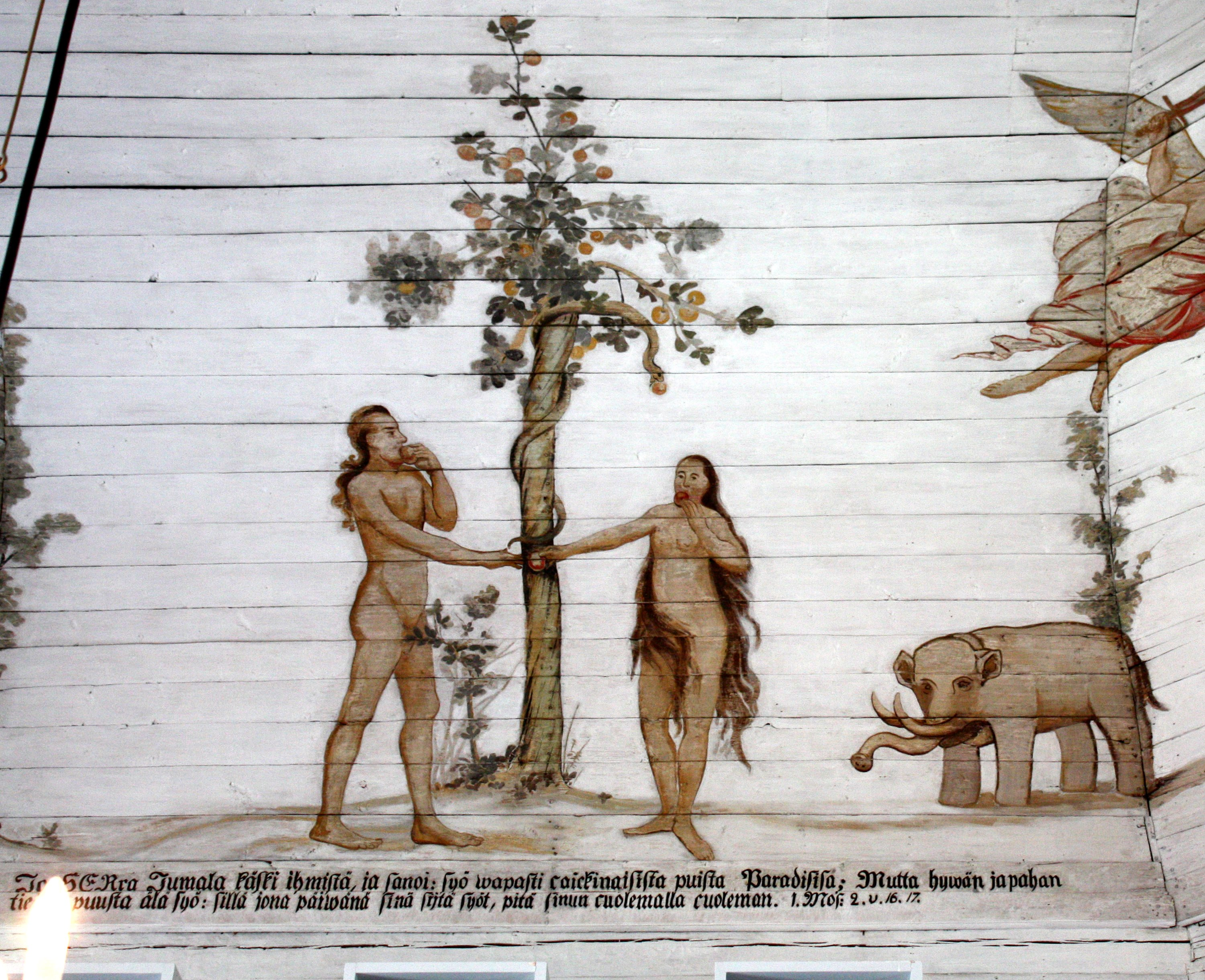
La chute de l'Homme

## Les rénovations de 1902
Haukipudas devient une paroisse indépendante en 1873.
Au début des années 1890 elle a besoin de rénovations. 
L'architecte Julius Basilier propose entre-autres de démonter la voûte et de construire une nouvelle entrée.
La rénovation n'aura pas lieu à cause du manque de moyens.
En 1898, on demande à Josef Stenbäck de proposer de nouvelles rénovations. Il fait alors trois propositions à la paroisse.
Le Museovirasto ne validera pas les plans car ils auraient recouvert les peintures de Mikael Toppelius.
L'église sera finalement rénovée en 1902 selon les plans de Victor Joachim Sucksdorff.
Le projet de Sucksdorff conservera les peintures de Toppelius et rénovera l'architecture de l'église. 
Plutôt que les plans de Josef Stenbäck d'esprit néo-Renaissance la rénovation de l'église lui donnera un style jugend.